# Abisara gabunica
Abisara gabunica är en fjärilsart som beskrevs av Riley 1932. Abisara gabunica ingår i släktet Abisara och familjen Riodinidae. Inga underarter finns listade i Catalogue of Life.